# Sony Xperia SX
Sony Xperia SX (також відомий як Sony Xperia MT28i, Sony Xperia SX Komachi та Sony Xperia SX Docomo SO-05D) — смартфон, виготовлений компанією Sony Mobile та випущений ексклюзивно для японського ринку в серпні 2012 року.
Флагман із підтримкою LTE, розроблений за замовленням компанії NTT Docomo компанією Sony лише для внутрішнього ринку Японії. Офіційно смартфон, випущений для NTT Docomo, був заблокований і працював лише із SIM-картами даного мобільного оператора. NTT Docomo офіційно могла розблокувати смартфон для того, щоб зробити можливим здійснення дзвінків в будь-якій мережі по всьому світі. Оскільки Sony Xperia SX неофіційно продавався за межами Японії — дана процедура спостерігалася досить часто.

## Характеристики смартфону

### Апаратне забезпечення
Смартфон працює на базі двоядерного процесора Qualcomm Snapdragon S4 Plus (MSM8960), що працює із тактовою частотою 1,5 ГГц (архітектура ARMv7), 1 ГБ оперативної пам’яті і використовує графічний процесор Adreno 225 для обробки графіки. Пристрій також має внутрішню пам’ять об’ємом 4 ГБ, із можливістю розширення карткою microSDHC до 32 ГБ. Апарат оснащений 3,7-дюймовим дисплеєм із розширенням 540 x 960 пікселів із щільністю пікселів 298 ppi, що виконаний за технологією TFT, підтримує мультитач. 
В апарат вбудовано 8,1-мегапіксельну основну камеру, Exmor R що може знімати Full HD-відео (1080p) із частотою 30 кадрів на секунду, і фронтальною 0,3-мегапіксельною камерою яка знімає відео з якістю VGA. Дані передаються через роз'єм micro-USB і портом HDMI (через MHL) для перегляду зображень і відео з пристрою на екрані телевізора. Щодо наявності бездротових модулів Wi-Fi (802.11 a/b/g/n), Bluetooth 3.1, вбудована антена стандарту GPS + ГЛОНАСС, DLNA. Основною відмінністю є наявність інфрачервоного бластера. Весь апарат працює від Li-ion акумулятора ємністю 1500 мА·год і важить 95 грам.

### Програмне забезпечення
Смартфон Sony Xperia SX постачався із встановленою Android 4.0.4 «Ice Cream Sandwich», згодом оновили до версії Android 4.1.2 «Jelly Bean» . Пристрій сертифікований PlayStation Mobile.